# Фудзіта Наоюкі
Наоюкі Фудзіта (яп. 藤田 直之, нар. 22 червня 1987, Фукуока) — японський футболіст, півзахисник клубу «Віссел Кобе».

## Клубна кар'єра
Грав у футбол в Університеті Фукуока.
У дорослому футболі дебютував 2010 року виступами за команду «Саган Тосу», в якій провів шість сезонів, взявши участь у 182 матчах чемпіонату. Більшість часу, проведеного у складі «Саган Тосу», був основним гравцем команди.
До складу клубу «Віссел Кобе» приєднався на початку 2016 року. Відтоді встиг відіграти за команду з Кобе 32 матчі в національному чемпіонаті.

## Виступи за збірну
5 серпня 2015 року дебютував в офіційних матчах у складі національної збірної Японії в матчі Кубка Східної Азії 2015 року проти збірної Південної Кореї (1:1). Наразі провів у формі головної команди країни 1 матч.